# Under Fire (película de 2025)
Under Fire es una película estadounidense de comedia de acción de 2025 dirigida por Steven C. Miller, escrita por Adrian Speckert y Cory Todd Hughes, y producida por Voltage Pictures. La película está protagonizada por Dylan Sprouse y Mason Gooding en los papeles de un agente de la DEA y un agente del FBI, respectivamente, quienes sin saberlo descubren que están trabajando en la misma investigación sobre un cártel de la droga, solo para verse atrapados juntos tras las líneas enemigas por un francotirador. 

## Premisa
Dos agentes encubiertos, uno del FBI (Gooding) y otro de la DEA (Sprouse), se infiltran por separado en un cártel de la droga mexicano. Cuando revelan mutuamente sus identidades en una remota reunión fronteriza, quedan atrapados en una emboscada liderada por francotiradores. Al darse cuenta de que han estado trabajando en bandos opuestos, deben superar su desconfianza para sobrevivir. 

## Reparto
- Dylan Sprouse como el agente de la DEA Abbott
- Mason Gooding como el agente del FBI Griff
- Odette Annable
- Emilio Rivera
- Declan Michael Laird
- Bayardo de Murguía

## Producción
Voltage Pictures adquirió los derechos mundiales para su estreno en el mercado estadounidense en octubre de 2024.  El rodaje principal tuvo lugar en California bajo la dirección de Steven C. Miller, conocido por sus anteriores películas de acción, entre las que se incluyen Line of Duty y Werewolves.

## Estreno
Under Fire se estrenó en Estados Unidos el 15 de agosto de 2025, tanto en cines seleccionados como a través de plataformas de vídeo bajo demanda.